# Rabdornis gros
El rabdornis gros
(Rhabdornis grandis) és una espècie d'ocell de la família dels estúrnids (Sturnidae). És endèmic del nord de les illes Filipines. Habita els boscos tropicals i subtropicals de frondoses humits de les terres baixes. El seu estat de conservació es considera de risc mínim.